# Anomylia
Anomylia là một chi rêu trong họ Geocalycaceae.